# Olexandr Prewar
Olexandr Petrowytsch Prewar (ukrainisch Олександр Петрович Превар, englische Transkription Oleksandr Prevar; * 28. Juni 1990 in Winnyzja) ist ein ukrainischer Straßenradrennfahrer.

## Werdegang
Olexandr Prewar begann seine Karriere 2010 bei dem ukrainischen Kolss Cycling Team. In seinem zweiten Jahr dort gewann er jeweils ein Teilstück bei dem Etappenrennen Yalta und bei der Odessa Cycling Week. Außerdem wurde er in der Gesamtwertung des Grand Prix of Adygeya Neunter und bei der Tour of Szeklerland Vierter. 2012 gewann Prewar mit seinem Team das Mannschaftszeitfahren bei der Sibiu Cycling Tour. 2016 und 2017 folgten weitere Erfolge bei Horizon Park Classic und bei der Tour of Szeklerland.
Nach Auflösung des Kolss Cycling Teams wechselte Prevar jährlich die Teams, ohne an die Erfolge aus den Vorjahren anknüpfen zu können. Seit der Saison 2022 ist er Mitglied beim türkischen Spor Toto Cycling Team.

## Erfolge
2012
- Mannschaftszeitfahren Sibiu Cycling Tour

2016
- Odessa Grand Prix

2017
- Mannschaftszeitfahren Tour of Ukraine
- Horizon Park Classic

2018
- eine Etappe und Bergwertung Tour of Szeklerland

2019
- Bergwertung Tour of Black Sea